# NeuroNation
NeuroNation – это веб-сайт и мобильное приложение, направленные на развитие сильных сторон пользователя и тренировок его умственных способностей. Программа была создана в 2011 году в Германии профессором экспериментальной психологии Свободного университета Берлина Михаэлем Нидеггеном и экспертами по искусственному интеллекту и разработчиками игр Рояном Амади и Яковом Футорянски. Программа тренировки мозга NeuroNation попала в список лучших приложений 2014 года в Apple Store, а также в рейтинг лучших приложений 2015 года от Google Play Store. Стоимость программы оплачивается некоторыми медицинскими страховыми кассами Германии, к примеру, BKK.

## История
Программа NeuroNation была создана компанией Synaptikon GmbH, которая также была основана Рояном Амади и Яковом Футорянски в 2008 году в Берлине. Оба основателя изучали искусственный интеллект и программирование в университете и сосредоточили свой научный интерес на когнитивном развитии человека.  Созданный ими в итоге проект получил стипендию Берлинской высшей школы техники имени Бойта, а также набрал 50000 евро на портале народного финансирования Seedmatch. Программа NeuroNation впервые появилась на рынке в 2011 году и поначалу была доступна в Германии, Австрии и Швейцарии.
В течение следующих трех лет NeuroNation удалось завоевать более 100000 пользователей. В 2014 году в NeuroNation инвестировали Spiegel Group и XL Health AG, которые вместе держат 25% компании. Эта инвестиция позволила компании выйти на российский, французский, испанский и португальский рынки.  В том же году рост компании составил 1200%: стремительное развитие, которое Футорянски в первую очередь приписывает «устной пропаганде» довольных пользователей.  В 2015 году приложение NeuroNation впервые появилось на Amazon Underground.
С 2016 года NeuroNation насчитывает более 10 миллионов зарегистрированных пользователей.

## Описание
Тренировка мозга NeuroNation была создана при кооперации с психологами Свободного университета Берлина и Технического университета Дортмунда.  Сначала пользователям предлагалась возможность пользоваться премиум-версией программы через одноразовую покупку премиум-доступа, позже программа перешла на модель премиум-подписки, подобную абонементу в фитнес-студию.  Часть программы бесплатна и доступна для всех пользователей, в то время как некоторые из упражнений „открыты“ только для премиум-подписчиков.  После регистрации пользователи получают персонализированный план тренировок, который, благодаря 60 различным упражнениям, позволяет индивидуальный подход к исходным данным каждого из пользователей и стимулирует постоянный рост их показателей.
С 2015 года приложение доступно на 8 языках для Android и iOS.
За свои уникальные достижения программа была удостоена награды Федерального министерства здравоохранения Германии. Медицинская страховая касса BKK с 2014 года официально признала программу NeuroNation эффективным способом постинсультной реабилитации, что было доказано сразу в нескольких научных исследованиях. Немецкая страховая касса DKV также возмещает пользователям с когнитивными дефицитами стоимость программы NeuroNation. В 2015 году приложение получило оценку в пять звезд от популярного интернет-портала „PC-WELT“.  Издание „Capital“ включило NeuroNation в список семи лучших обучающих приложений, а голландский журнал „Computer Totaal“ назвал программу одним из лучших приложений для тренировки мозга для Android. Программа тренировки мозга NeuroNation также попала в список лучших приложений 2014 года в Apple Store и в рейтинг лучших приложений 2015 от Google Play Store.